# Bureau de la gravure et de l'impression
Le Bureau de la gravure et de l'impression (en anglais Bureau of Engraving and Printing ou BEP) est un organisme gouvernemental au sein du département du Trésor des États-Unis qui conçoit et produit toute une gamme de produits de sécurité pour le gouvernement des États-Unis. Les plus notables sont les billets de banque américains émis par la Réserve fédérale, la banque centrale des États-Unis.
En plus des billets, le BEP produit des valeurs du Trésor, les commissions militaires et certificats de mérite ; des invitations et des cartes d'admission, et de nombreux types de cartes d'identité, les formulaires et autres documents de sécurité spéciales pour une variété d'organismes gouvernementaux.
Le BEP ne produit pas de pièces de monnaie, ces dernières sont frappées par la Monnaie des États-Unis (United States Mint). Avec des installations de production à Washington et à Fort Worth au Texas, le Bureau de la gravure et de l'impression est le plus grand producteur de documents de sécurité du gouvernement des États-Unis.

## Historique
Le Bureau of Engraving and Printing a été inauguré le 29 août 1862 en pleine guerre de Sécession dans le but de fabriquer en urgence des billets monétaires afin de pallier le manque de numéraire.

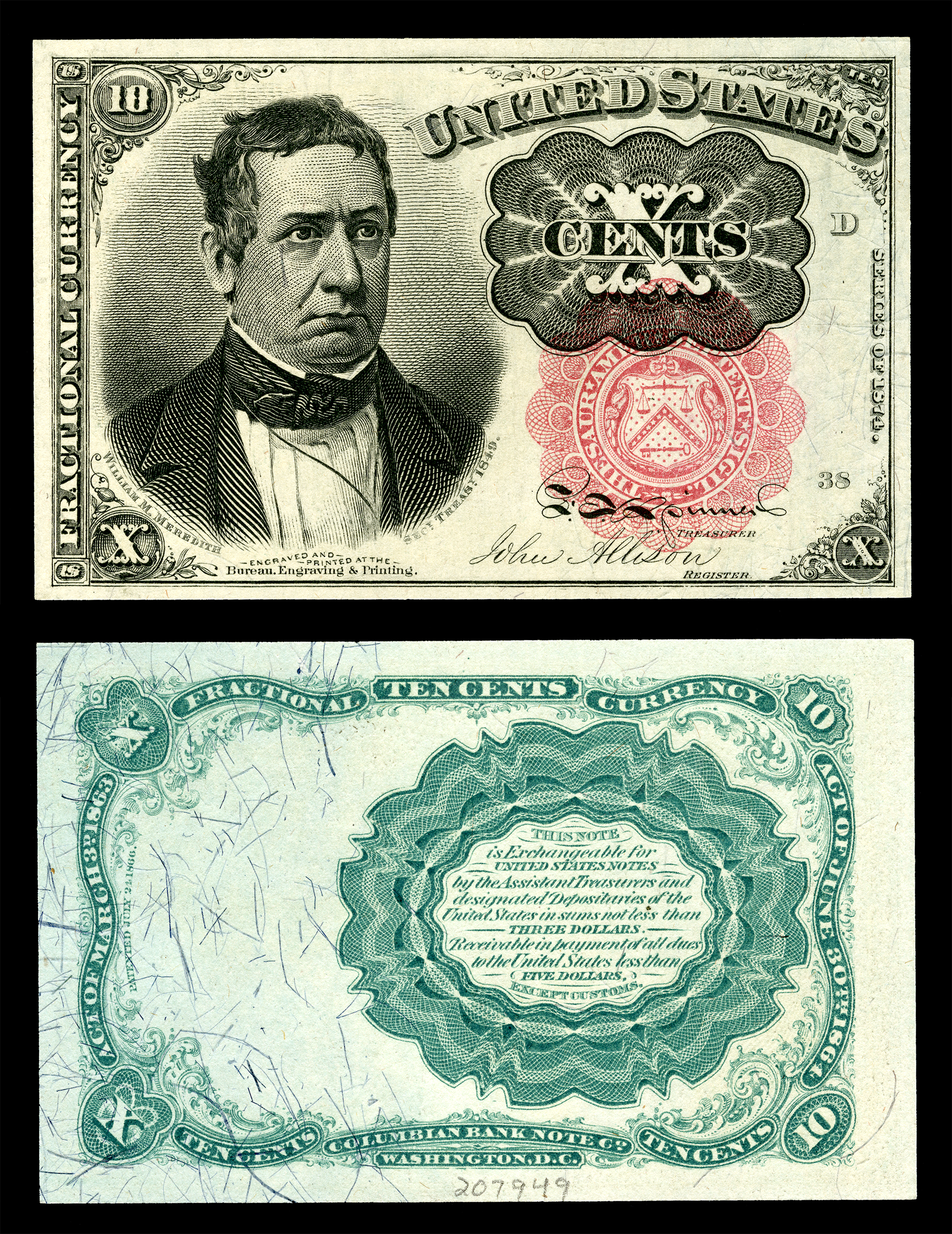
Billet de 10 cents (série 1862-1876), portrait gravé au recto : William M. Meredith
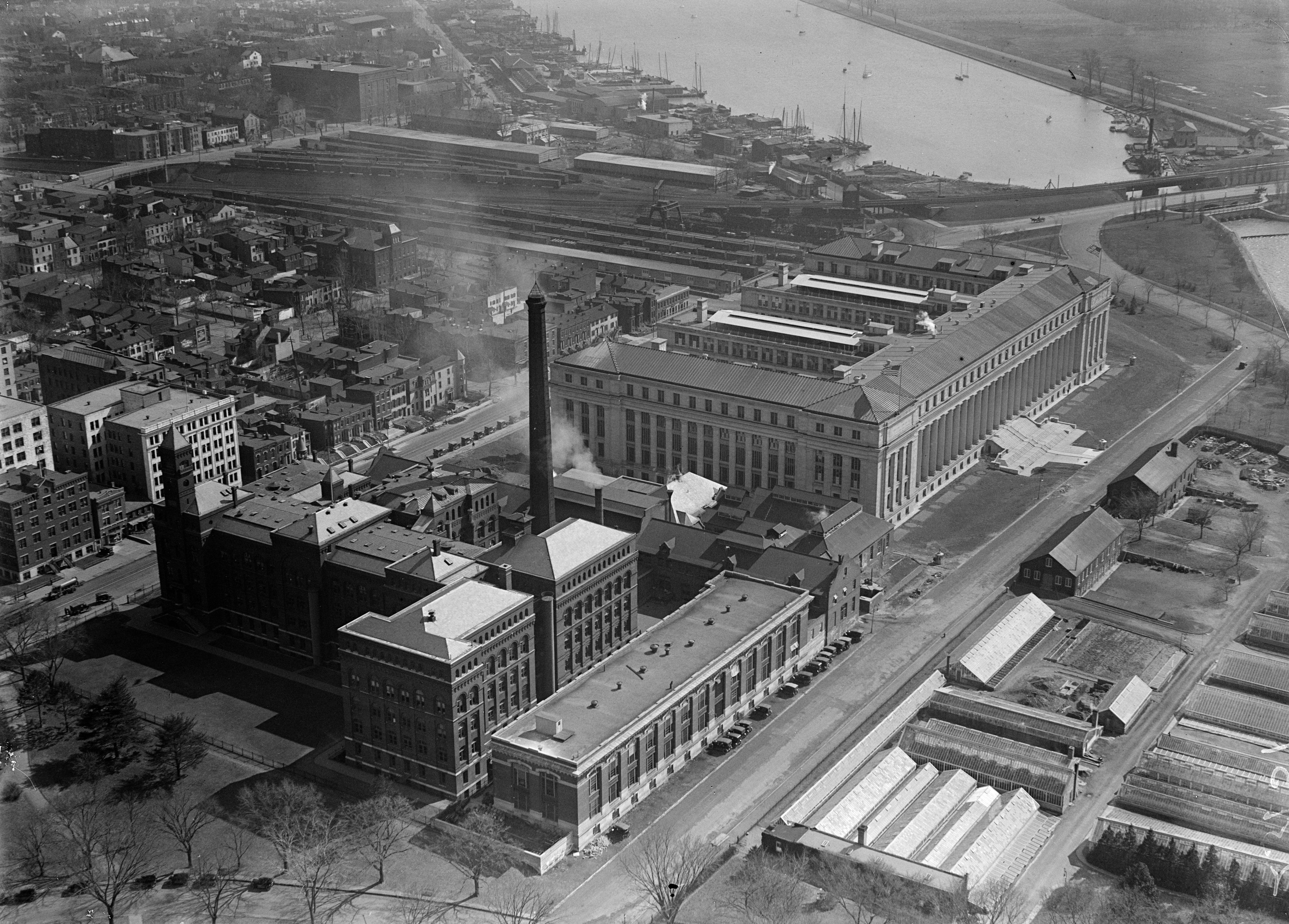
Vue aérienne des ateliers de Washington vers 1918
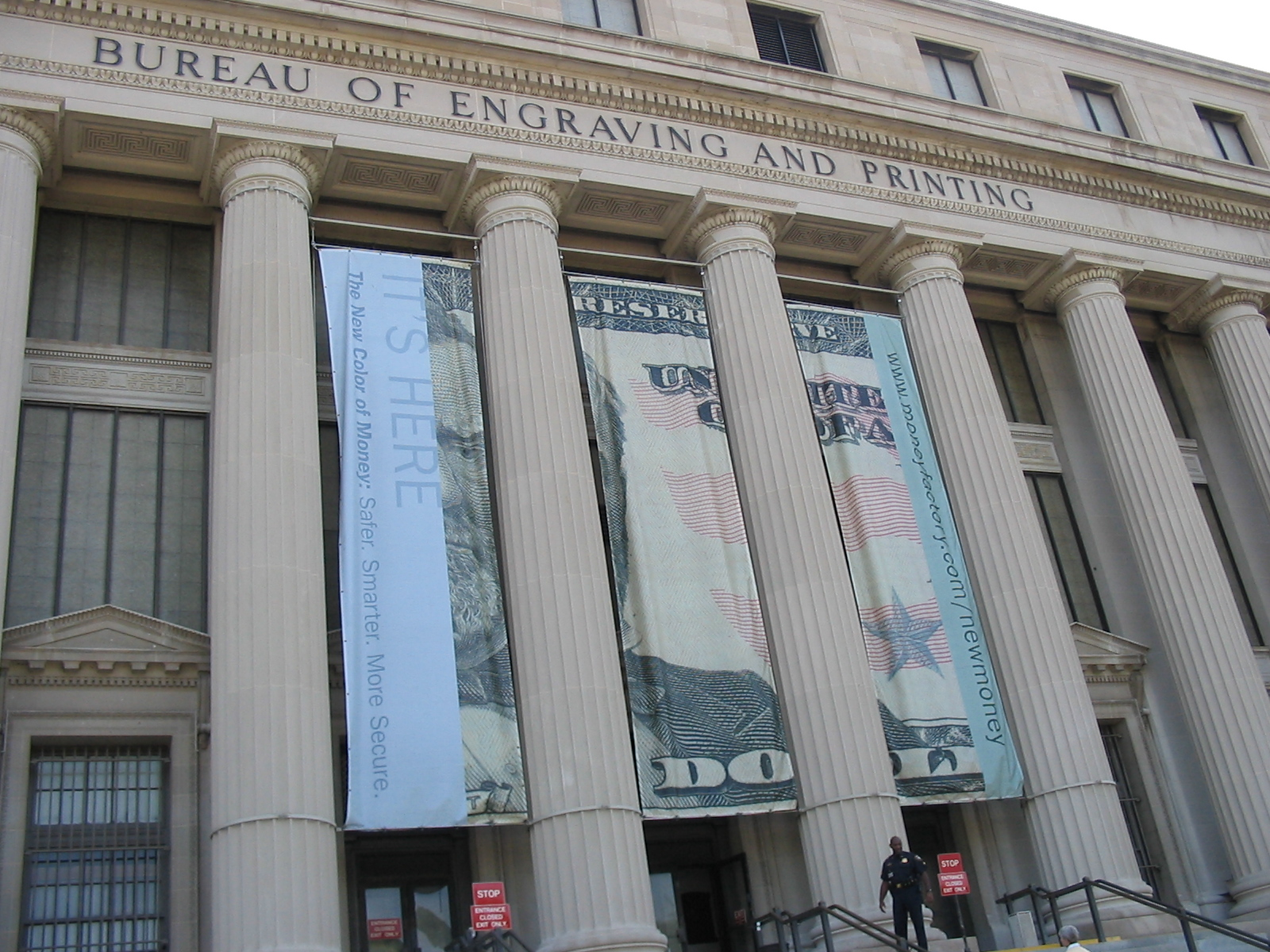
Façade du bâtiment officiel à Washington